# Neunerköpfle
Das Neunerköpfle (auch Neunerkopf) ist eine 1862 m ü. A. hohe Kammerhebung der Sulzspitze  in den Allgäuer Alpen im österreichischen Bundesland Tirol.

## Lage und Umgebung
Der Gipfel erhebt sich südöstlich über der Ortschaft Tannheim, auf dessen Gemarkung er sich befindet, im Tannheimer Tal. Vom Gipfel hat man eine Rundumsicht auf die Tannheimer Berge im Norden (darunter Gimpel (2173 m) und Rote Flüh (2108)), ins Tannheimer Tal (nach Westen), auf den Haldensee in nordöstlicher Richtung und im Süden Richtung Vilsalpsee.

## Namensherkunft
Eine erstmalige Erwähnung in der Schmitt’schen Karte von Südwestdeutschland als Leinerkopf im Jahr 1797 ist mutmaßlich eine Fehlschreibung. August Kübler schrieb 1898 in Band 29 der Zeitschrift des Deutschen und Oesterreichischen Alpenvereins, dass der Berg „Neunuhrköpfle“ heißen müsste, da vom Tannheimer Ortsteil Höfen aus gesehen die Sonne um neun Uhr über dem Gipfel stehe.

## Wanderwege
- Die Wanderung auf das Neunerköpfle über den Anstieg von Tannheim verspricht eine gute Rundumsicht auf die anderen Tannheimer Berge und auf die Allgäuer Alpen: Nach Norden sind der Aggenstein und der Einstein zu sehen. Der Weg ist in ca. 2,5 Stunden recht einfach zu begehen.[5]

- Vom Gipfel aus kann man auf einem Wanderweg Richtung Süden wandern. Entweder im Bereich der Oberen Strindenalpe (1682 m) oder der Strindenscharte (1870 m) trifft man hierbei auf den Saalfelder Höhenweg. Dieser führt im weiteren Verlauf unterhalb von Sulzspitze (2084 m) und Schochenspitze (2069 m) zur Landsberger Hütte (1810 m).

An der Lahnerscharte (1988 m) vereinigt sich der Höhenweg mit dem Jubiläumsweg.
Unterhalb des Gipfels starten Gleitschirmflieger und gelegentlich Drachenflieger.

## Bergbahn
Eine 8er-Gondelbahn verbindet Tannheim und die Bergstation des Neunerköpfles auf etwa 1790 Meter.

## Bilder

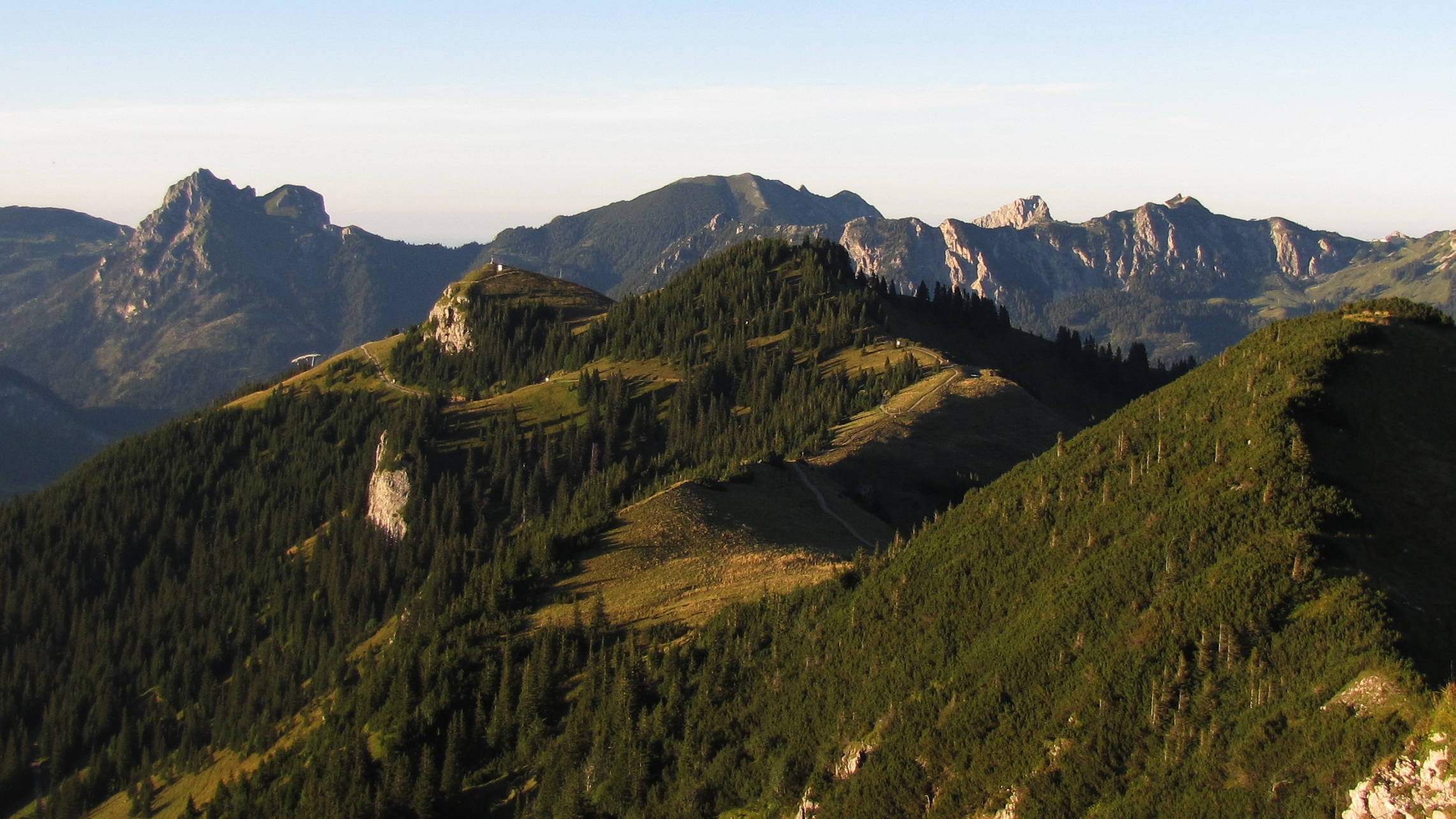
Neunerköpfle und Vogelhörnle
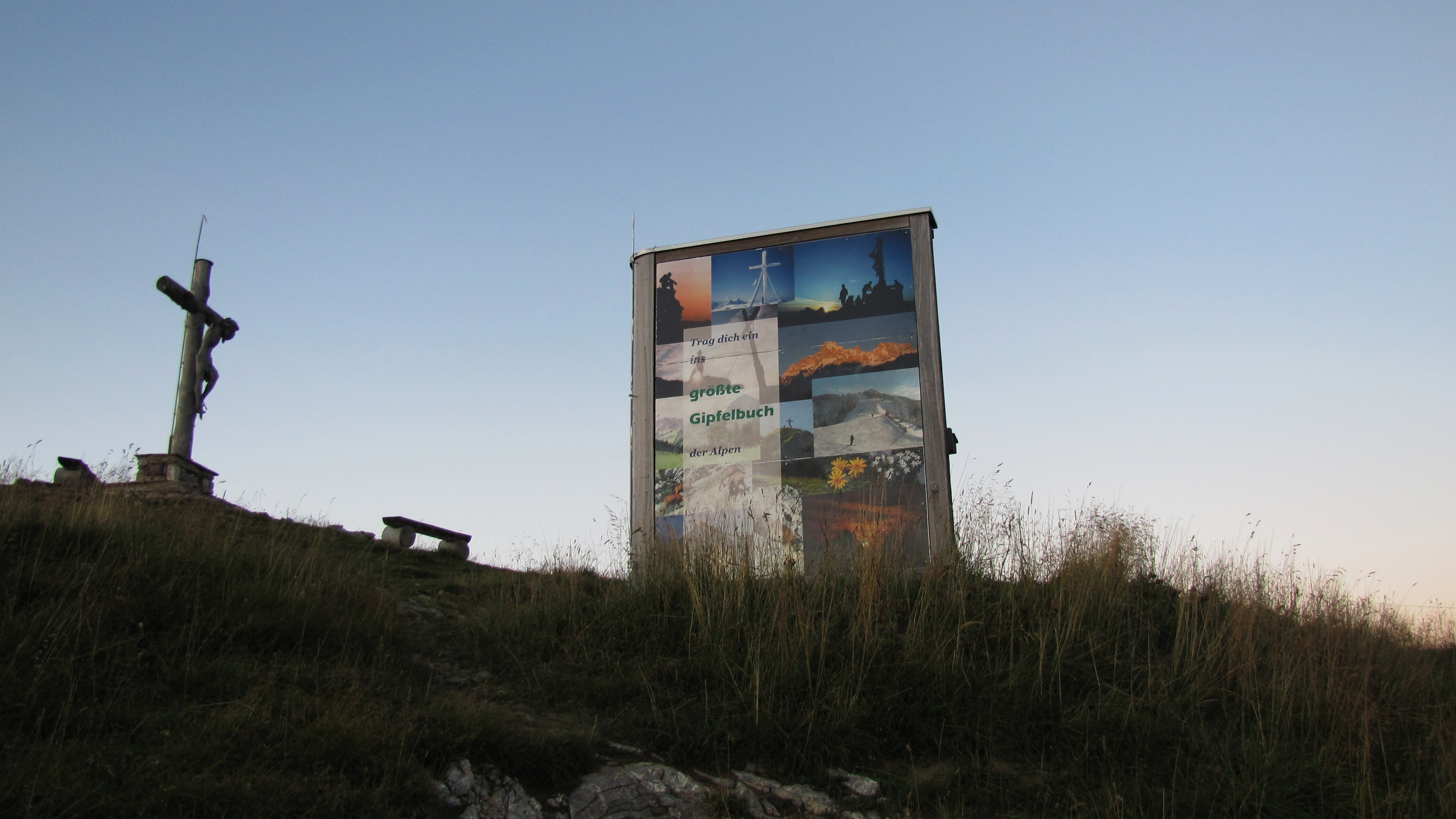
Gipfelkreuz und Gipfelbuch
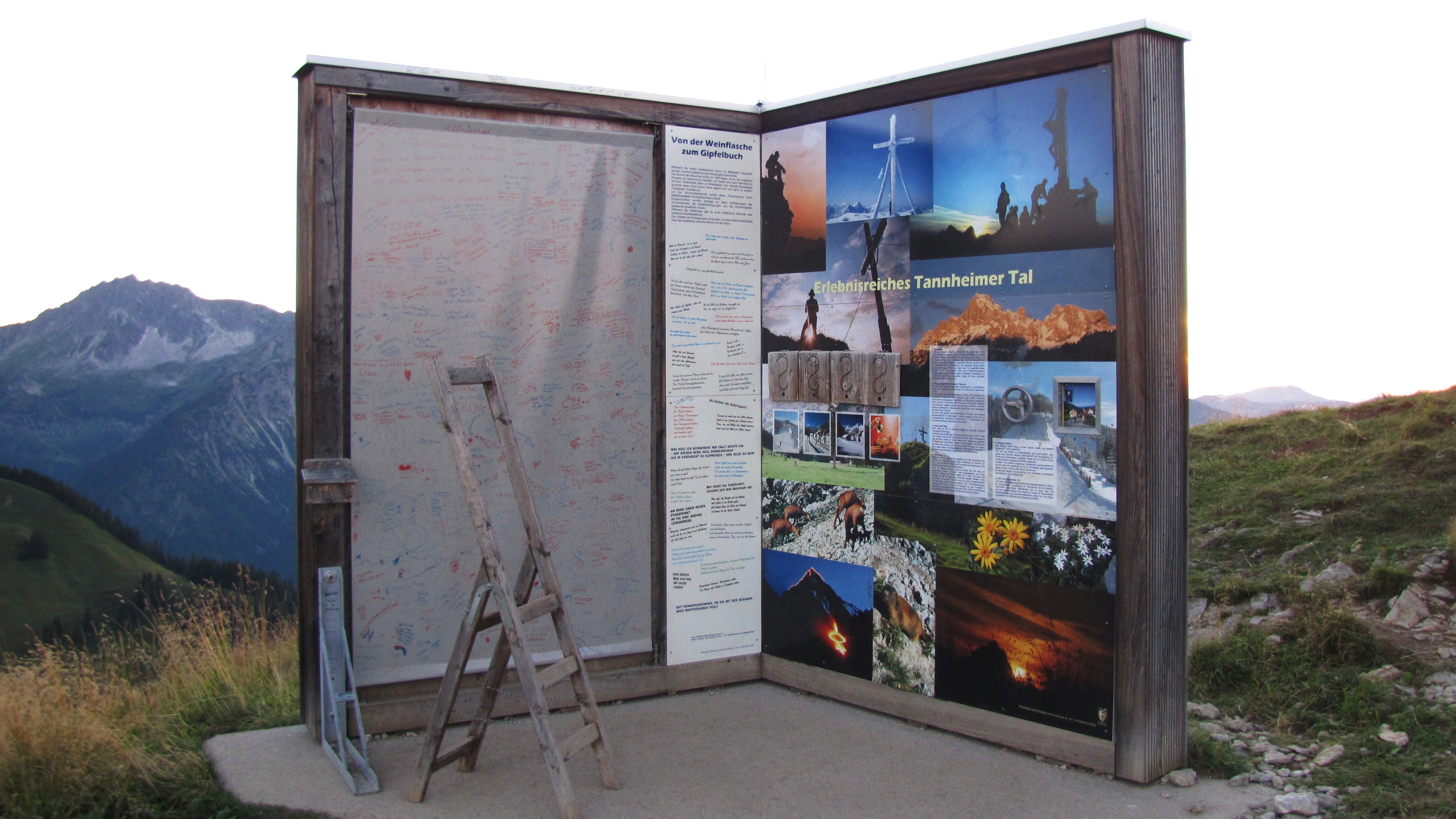
Größtes Gipfelbuch der Alpen
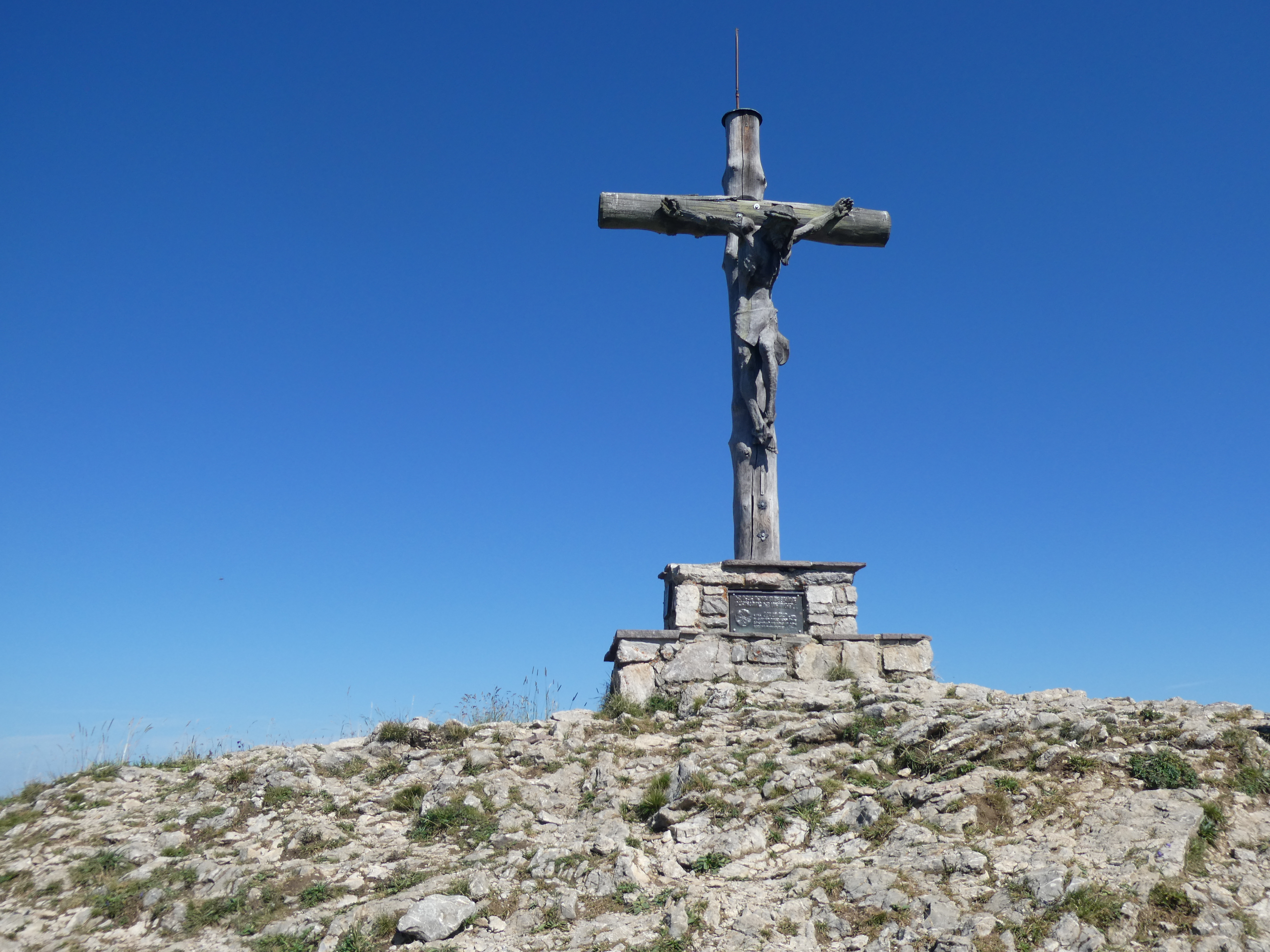
Gipfelkreuz